# Valkyria Chronicles (computerspelserie)
Valkyria Chronicles is een serie van tactische rollenspellen die zijn ontwikkeld en uitgegeven door Sega.
De serie startte in 2008 met het gelijknamige spel Valkyria Chronicles voor de PlayStation 3, later ook voor onder meer de PlayStation 4, Windows en de Switch.
Door het succes van de serie leidde dit tot een hele franchise met enkele mangatitels en een animeserie.

## Gameplay
Valkyria Chronicles is een tactisch rollenspel waarin de speler deelneemt aan een beurtelings gevechtssysteem.

## Spellen in de serie
| Jaar | Titel                   | Platforms                                     |
| ---- | ----------------------- | --------------------------------------------- |
| 2008 | Valkyria Chronicles     | PlayStation 3, PlayStation 4, Windows, Switch |
| 2010 | Valkyria Chronicles II  | PlayStation Portable                          |
| 2011 | Valkyria Chronicles III | PlayStation Portable                          |
| 2018 | Valkyria Chronicles 4   | PlayStation 4, Xbox One, Switch, Windows      |

### Spin-offs
Deze spellen worden gezien als spin-off deel in de serie omdat zij een geheel ander verhaal bevatten of omdat het spel zich op een ander type gameplay richt.
| Jaar | Titel                 | Platforms                        |
| ---- | --------------------- | -------------------------------- |
| 2012 | Valkyria Chronicles D | browserspel                      |
| 2017 | Valkyria Revolution   | PlayStation 4, PS Vita, Xbox One |

## Andere media

### Mangaserie
Er zijn drie mangaseries gepubliceerd die zijn gebaseerd op het eerste computerspel. Het eerste deel heet Valkyria Chronicles: Wish Your Smile, dat draait om twee personages die specifiek zijn geschreven voor de manga. De tweede manga heet Valkyria Chronicles: Gallian Chronicles en is losjes gebaseerd op de gebeurtenissen uit het computerspel. De derde manga heet Valkyria Chronicles: Anthology Comic en is gepubliceerd op 28 december 2009 als een bundel.

### Animeserie
De eerste animefilm ging in premiere op 4 april 2009 en werd geproduceerd door A-1 Pictures en werd in Japan uitgezonden op diverse televisiezenders. In de film wordt grotendeels het verhaal verteld over de gebeurtenissen in het eerste computerspel. De serie bestaat uit 26 afleveringen met 9 aparte korte scenes.

## Ontvangst
De Valkyria-serie kreeg overwegend positieve recensies. Het eerste computerspel Valkyria Chronicles ontving diverse prijzen en onderscheidingen, waaronder "Strategiespel van het Jaar" door het online tijdschrift GameSpy.